# Emanuele Dessì (giornalista)
Emanuele Dessì (Quartu Sant'Elena, 24 dicembre 1964) è un giornalista e conduttore televisivo italiano.

## Biografia
Iscritto all’Ordine dei giornalisti della Sardegna (elenco pubblicisti) dal 1984, professionista dal 1997, inizia a collaborare con l'Unione Sarda nel 1981 divenendo capo servizio dell’Economia. Dagli anni '90 conduce la trasmissione Sardegna Verde, in onda su Videolina, mentre nel 2010 l'editore Sergio Zuncheddu lo nomina direttore del telegiornale della medesima emittente. Nel 2016 diviene direttore de L'Unione Sarda dopo le dimissioni di Anthony Muroni. Dirige anche le testate giornalistiche di Videolina e di Radiolina. Dal 4 aprile 2022, Dessì assume anche la direzione del telegiornale di Sardegna Uno, emittente acquisita dal gruppo L'Unione Editoriale il 10 settembre 2021.